# Thunder Basin National Grassland
Le Thunder Basin National Grassland est situé dans le nord-est du Wyoming, dans le bassin de la rivière Powder, entre les montagnes Big Horn et les Black Hills. La prairie varie en altitude de 1100 mètres à 1600 mètres, et le climat est semi-aride. Le Grassland offre des possibilités de loisirs, comme la randonnée, le tourisme, la chasse et la pêche. Il n'y a pas de terrains de camping aménagés; cependant, le camping est autorisé. Les modèles de terrain sont très complexes en raison des terres fédérales, étatiques et privées entremêlées. 
Par ordre décroissant de superficie, il est situé les comtés de Weston, Converse, Campbell, Niobrara et Crook. Il est géré conjointement avec Medicine Bow - Forêt nationale de Routt des bureaux du Service forestier de Laramie, (Wyoming) ; son bureau de district des gardes forestiers local est à Douglas. 

## Écologie
La prairie nationale de Thunder Basin se trouve le long de l'écotone, ou zone de transition, entre les grandes plaines à l'est et la steppe à armoise à l'ouest, et se déploie à travers un gradient de température, de précipitations et d'élévation,. Comme pour les prairies des Grandes Plaines, le Thunder Basin a évolué avec des perturbations causées par la sécheresse, le pâturage, le feu et les mammifères fouisseurs. Les mammifères fouisseurs jouent un rôle fonctionnel dans les prairies ici, comme ils le font dans le monde entier. Par exemple, les chiens de prairie augmentent l'hétérogénéité et la biodiversité de l'habitat à plusieurs échelles à travers le paysage en créant des terriers et des zones d'habitats de prairies ouvertes qui diffèrent des zones environnantes et servent d'habitat à d'autres espèces.  

La prairie du bassin du Thunder abrite plus de 100 espèces d'oiseaux; des grands herbivores tels que le pronghorn et le cerf mulet; les petits mammifères comme les chiens de prairie à queue noire, les lièvres à queue blanche, les rats kangourous, treize écureuils terrestres et des chauves-souris; et des prédateurs tels que le renard véloce, le blaireau américain, le coyote et le renard roux.Le pâturage du bétail domestique (ovins et bovins) est pratiqué par les familles d'éleveurs dans toute la prairie. La zone comprend à la fois des communautés de plantes d'armoises et de prairies  qui interagissent avec une gamme de perturbations écologiques pour soutenir diverses espèces sauvages. Les chercheurs ont enquêté sur les oiseaux des colonies actives de chiens de prairie à queue noire et des zones précédemment brûlées, ainsi que sur des sites non perturbés, et ont constaté que seules les colonies de chiens de prairie soutenaient l'habitat de reproduction du pluvier montagnard en péril (Charadrius montanus). D'un autre côté, de grandes zones contiguës de couverture d'armoise sont nécessaires pour soutenir la conservation du tétras des armoises. La gestion de la biodiversité dans cet écosystème complexe dépend de la gestion d'une mosaïque changeante de différentes perturbations pour répondre aux besoins de plusieurs espèces. 

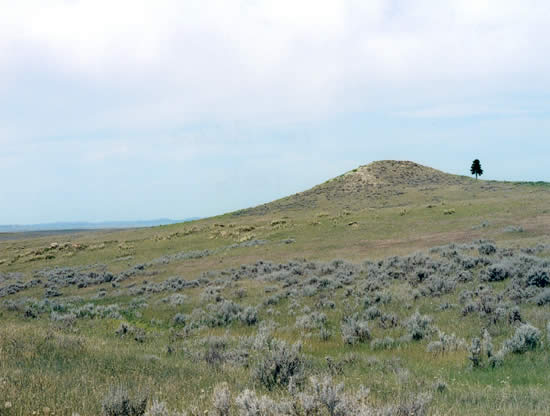
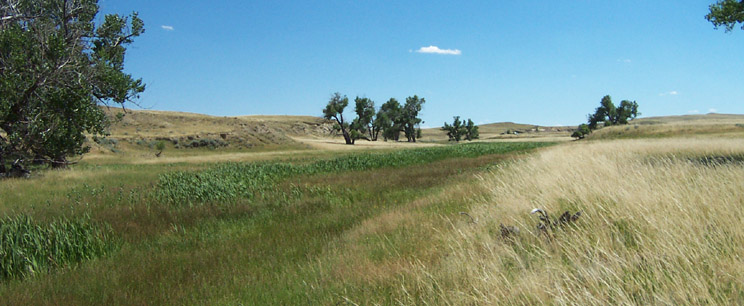
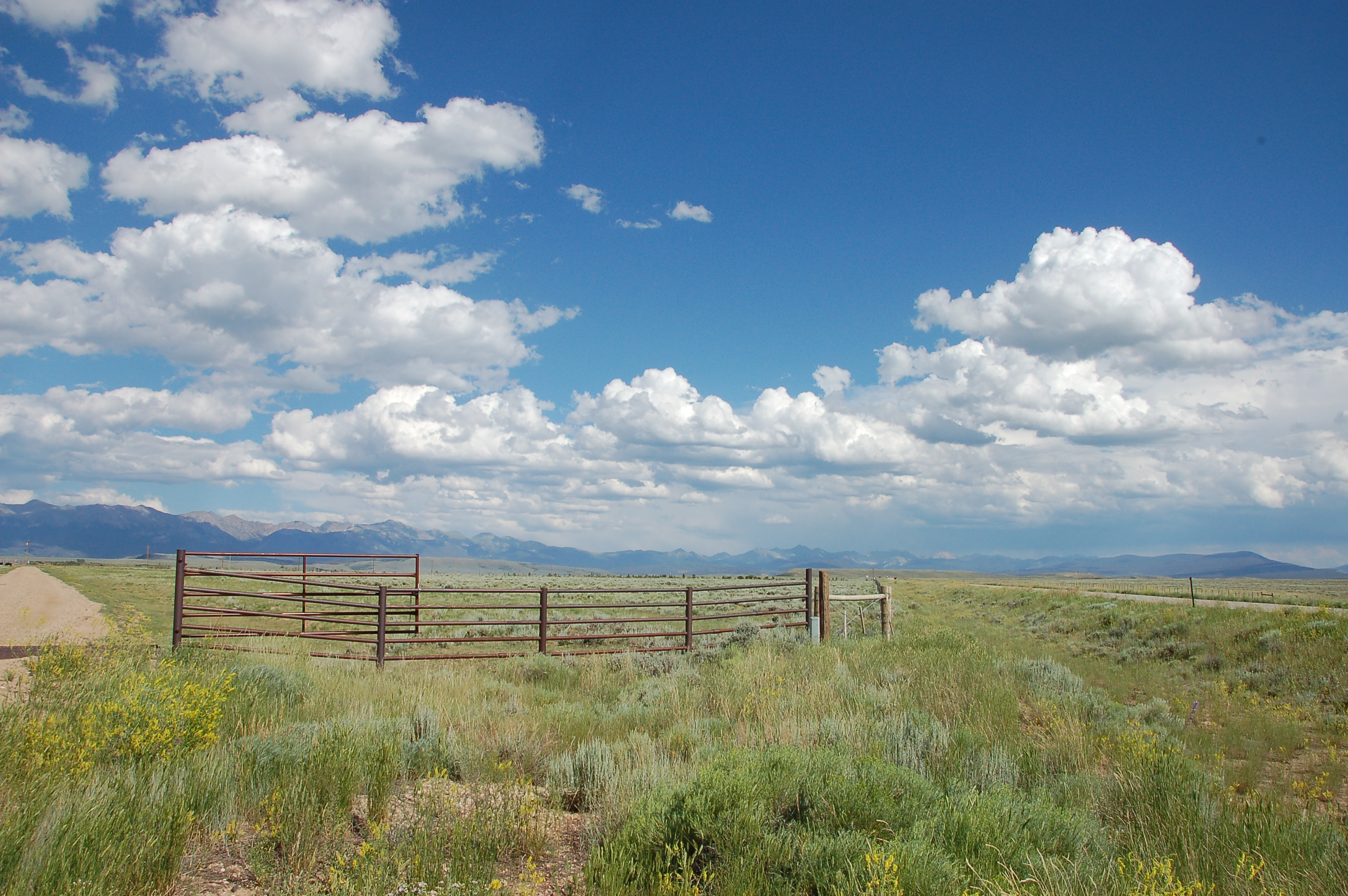
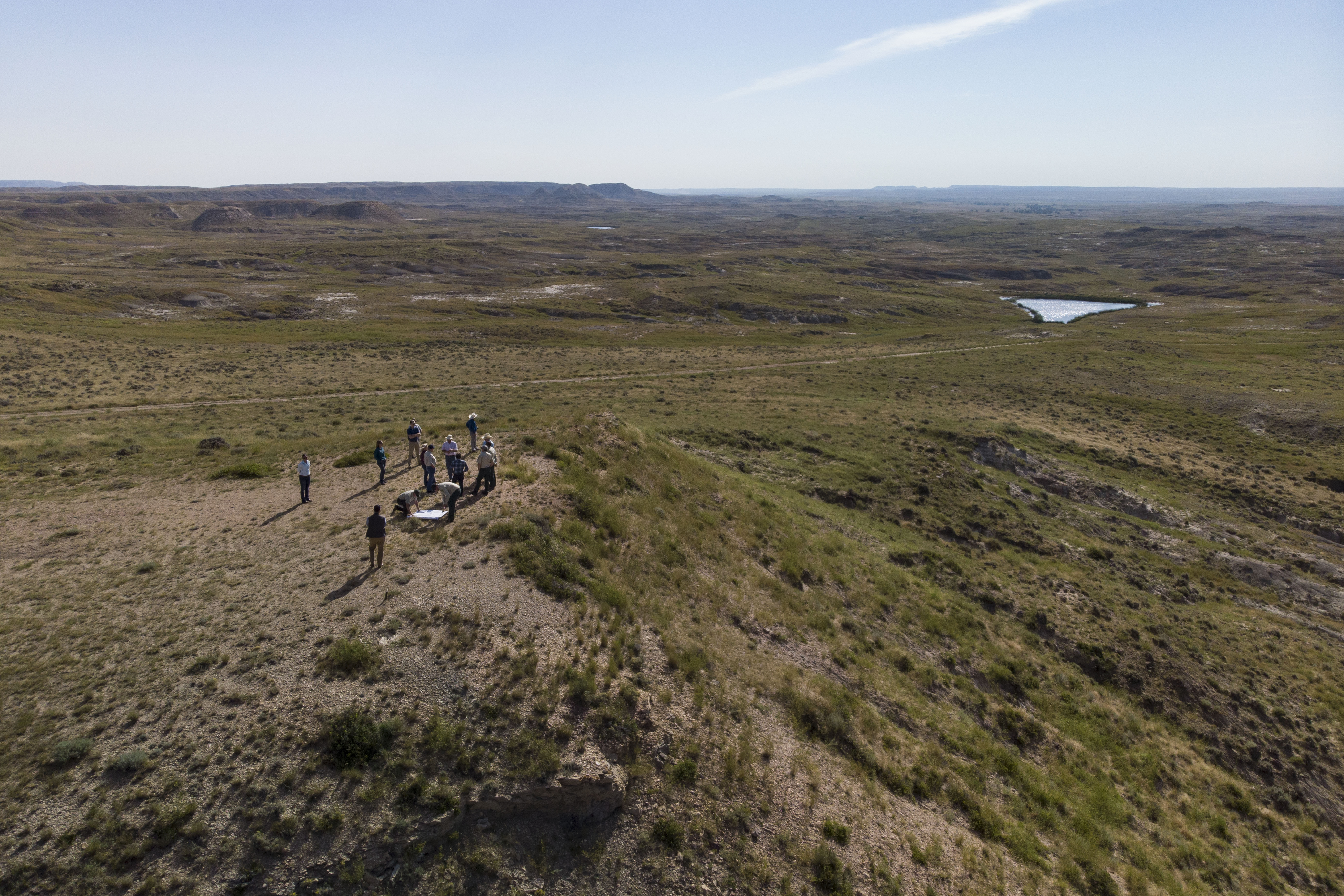